# Zénith Paris
Zénith Paris (ban đầu được gọi là Zénith de Paris, phát âm [zenit də paʁi]; và thường được gọi là Le Zénith, [lə zenit]) là một nhà thi đấu đa năng nằm ở Paris, Pháp. Nhà thi đấu nằm trong Công viên La Villette ở Quận 19, bên cạnh Kênh đào Ourcq. Nhà thi đấu có sức chứa 6.293 người, khiến Zénith Paris trở thành một trong những nhà thi đấu lớn nhất ở Paris. Các ga tàu điện ngầm và RER gần nhất là Porte de la Villette, Porte de Pantin và Pantin.
Đây là địa điểm đầu tiên mang biệt danh Le Zénith; một nhóm các nhà hát tại Pháp với sức chứa tối thiểu là 3.000 người. Do đó, địa điểm ở Paris được gọi đơn giản là "Le Zénith" trên các phương tiện truyền thông.